# اپرا با مگان و هری
اپرا با مگان و هری (انگلیسی: Oprah with Meghan and Harry) یک مصاحبهٔ تلویزیونی توسط اپرا وینفری با مگان، دوشس ساسکس و همسرش، شاهزاده هری، دوک ساسکس، در سال ۲۰۲۱ است که در ۷ مارس توسط سی‌بی‌اس در ایالات متحده و در ۸ مارس توسط آی‌تی‌وی در بریتانیا پخش شد.